# Éleu-dit-Leauwette
Éleu-dit-Leauwette là một xã trong vùng Hauts-de-France, thuộc tỉnh Pas-de-Calais, quận Lens, tổng Liévin-Sud. Tọa độ địa lý của xã là 50° 25' vĩ độ bắc, 02° 48' kinh độ đông. Éleu-dit-Leauwette nằm trên độ cao trung bình là 44 mét trên mực nước biển, có điểm thấp nhất là 31 mét và điểm cao nhất là 66 mét. Xã có diện tích 1,17 km², dân số vào thời điểm 1999 là 3107 người; mật độ dân số là 2656 người/km².

## Thông tin nhân khẩu
| 1962  | 1968  | 1975  | 1982  | 1990  | 1999  |
| ----- | ----- | ----- | ----- | ----- | ----- |
| 2.813 | 2.967 | 2.878 | 3.710 | 3.402 | 3.107 |